# Frammenti di Alara

Il logo del set. Al centro si notano i cinque colori della magia.

Frammenti di Alara (in inglese Shards of Alara) è un'espansione del gioco di carte collezionabili Magic: l'Adunanza, edito da Wizards of the Coast. In vendita in tutto il mondo dal 3 ottobre 2008, è il primo set di tre del Blocco di Alara, che comprende anche Conflux e Rinascita di Alara.

## Ambientazione
Questo set di espansione del gioco è ambientato in un piano dimensionale del multiverso mai esplorato prima, Alara appunto. Un piano ricco di mana e in perfetto equilibrio, almeno fino a qualche millennio fa, quando un evento catastrofico conosciuto come la Lacerazione divise il piano di Alara in cinque nuovi piani dimensionali differenti, ognuno la rifrazione dell'altro. La Lacerazione fu causata da un Viandante Dimensionale sconosciuto che, a causa della propria bramosia, frantumò il piano ricco di mana in cinque frammenti. Bant, Esper, Grixis, Jund e Naya: i frammenti di Alara, hanno in parte recuperato il loro mana, ma ogni piano abbonda solo di tre tipi di mana differenti, mentre è separato dagli altri due, questo ha fatto sì che col tempo i frammenti sviluppassero paesaggi e civiltà molto differenti fra di loro.

### Bant
(Dal testo di colore del Monile di Bant)
Frammento che abbonda di mana bianco, ma anche verde e blu. In questo paradiso utopico dove non esiste corruzione tutto è ordinato e perfetto, dalla natura con i suoi cieli cristallini e le sue pianure dorate alla società, rigidamente strutturata in caste: quelle dei lavoratori sostengono le caste dei cavalieri, che a loro volta sostengono le caste dei sovrani e dei capi religiosi, i quali rendono conto agli angeli celesti, che li guidano e li osservano dal gradino più elevato. Dal punto di vista del gioco il tema principale del frammento è l'abilità Esaltato.

### Esper
(Dal testo di colore del Panorama di Esper)
Frammento che abbonda di mana blu, ma anche bianco e nero. Un mondo dominato dal progresso intellettuale e da enigmatiche creature come le sfingi. Qui i maghi controllano ogni aspetto della natura e non solo, un'agenzia persegue la sua missione di infondere in ogni essere vivente una lega di metallo magica chiamata Eterium, una sorta di filigrana in grado di perfezionare gli esseri viventi. Il tema principale del frammento sono gli artefatti con costo di mana colorato.

### Grixis
(Dal testo di colore del Predone Sacco di Carne)
Frammento che abbonda di mana nero, ma anche blu e rosso. Questo piano si presenta come un mondo in rovina, devastato dalle lotte per il potere di folli negromanti e mostruosi demoni, conflitti spesso decisi da orde di esseri non morti che vengono rianimati all'infinito. I pochi esseri umani ancora in vita devono lottare anche contro la natura violenta di questo inferno, che sferza la terra con venti venefici e fulmini giganteschi. Il tema principale del frammento è l'abilità Dissotterrare.

### Jund
(Dal testo di colore dei Territori Selvaggi)
Frammento che abbonda di mana rosso, ma anche nero e verde. Jund è il frammento più caotico, perennemente offuscato dalla cenere vulcanica si presenta come un mondo selvaggio, dove l'unica regola è mangia ed evita di essere mangiato. La catena alimentare sostituisce qualsiasi abbozzo di civiltà, e vede i draghi al proprio vertice, cui seguono le lucertole viashino, gli esseri umani e infine i goblin. Perfino la magia praticata in questo piano è rozza ed elementare, gli sciamani di Jund sfruttano il potere primitivo e ancestrale della natura irrequieta che dà vita alle pozze di catrame e alle piogge piroclastiche. Il tema principale del frammento è l'abilità Divorare.

### Naya
(Dal testo di colore della Crescita Prosperosa)
Frammento che abbonda di mana verde, ma anche rosso e bianco. Naya si presenta come una sconfinata e rigogliosa giungla, dove le varie tribù di elfi, uomini e leonid (una razza di felini guerrieri) vivono in armonia con la natura. Naya ospita però anche un gran numero di bestie mastodontiche che l'attraversano in lungo e in largo, rammentando alle civiltà sotto i loro piedi cosa conta veramente: le dimensioni e la forza fisica. Il tema principale del frammento sono le creature dotate di forza elevata.

## Caratteristiche
Frammenti di Alara è composta da 249 carte, stampate a bordo nero, così ripartite:
- per colore: 31 bianche, 31 blu, 30 nere, 30 rosse, 30 verdi, 57 multicolori, 10 incolori, 30 terre.
- per rarità: 101 comuni, 60 non comuni, 53 rare, 15 rare mitiche e 20 terre base.

Il simbolo dell'espansione è una gemma divisa in cinque parti, e si presenta nei consueti tre colori a seconda della rarità: nero per le comuni, argento per le non comuni, e oro per le rare. In più rispetto ad ogni altro set del gioco uscito prima, Frammenti di Alara introduce un nuovo livello di rarità: le rare mitiche, otto volte più difficili da trovare delle rare tradizionali. Il simbolo dell'espansione di queste carte è di color bronzo.
Frammenti di Alara fu presentata in tutto il mondo durante i tornei di prerelease il 27 settembre 2008, in quell'occasione venne distribuita una speciale carta olografica promozionale: il viandante dimensionale Ajani Vendicativo, che presentava un'illustrazione alternativa rispetto alla carta che si poteva trovare nelle bustine.

### Ristampe
Nel set sono state ristampate le seguenti carte da espansioni precedenti:
- Eliminare (dall'espansione Spirale Temporale e dal set base Decima Edizione)
- Infestare (dall'espansione Assalto)
- Ritorno alla Natura (presente nell'espansione Assalto e nei set base dall'Ottava Edizione alla Decima Edizione compresi)
- Anello dell'Oblio (dall'espansione Lorwyn)
- Goblin di Montagna (presente nei set introduttivi Portal Second Age e Starter 1999 e nel set base Nona Edizione)

## Novità
L'espansione Frammenti di Alara introduce tre nuove abilità nel gioco, oltre ad utilizzare la vecchia abilità ciclo. Inoltre con questa espansione vengono presentati quattro nuovi viandanti dimensionali.

### Nuove abilità

#### Dissotterrare
Dissotterrare ("Unearth" in inglese) seguito da un costo di mana. Quest'abilità potrà essere giocata solamente quando la carta con questa abilità si trova nel cimitero. Pagando il costo di dissotterrare, la carta torna in gioco, ha rapidità e viene rimossa dal gioco alla fine del turno o se dovrebbe lasciare il gioco.

#### Divorare
Scritta nella forma Divorare [X] ("Devour" in inglese). Quando la carta con divorare entra gioco, si possono sacrificare un qualsiasi numero di creature. La creatura prende [X] segnalini +1/+1 per ogni creatura sacrificata in questo modo.

#### Esaltato
Quest'abilità (in inglese "Exalted") permette a tutte le creature controllate dal giocatore che gioca la carta con esaltato di avere un bonus addizionale (di +1/+1 per ogni creatura con esaltato che egli controlla) quando attaccano da sole.

### Nuovi Viandanti
Frammenti di Alara presenta anche quattro nuovi Viandanti, che si aggiungono ai cinque già stampati in Lorwyn. Da notare che nella traduzione italiana del gioco queste nuove carte presentano la nomenclatura inglese, Planeswalker (letteralmente Viandante Dimensionale), piuttosto che la traduzione incompleta che era stata scelta precedentemente. I nuovi viandanti sono:

#### Ajani Vendicativo
Ajani è un leonid (razza di felini del gioco) originario del piano di Naya specializzato nella magia bianca, ma da sempre visto dal suo popolo come un presagio di sventura per via del suo albinismo. Una notte, suo fratello Jazal viene assassinato e lo shock causato dall'evento accende la scintilla di Ajani, trasportandolo sul piano di Jund. Qui Ajani imparerà, sotto la guida di Sarkhan Vol, ad utilizzare la magia rossa spinto dal desiderio di vendicarsi contro l'assassino del fratello.